# واژه‌نامه فلسفه
این واژه‌نامه فلسفه (به انگلیسی: Glossary of philosophy) فهرستی از تعاریف، اصطلاحات و مفاهیم مرتبط با فلسفه و رشته‌های مرتبط از جمله منطق، اخلاق و الهیات است.

## آ
- آرمان‌شهر
- آرمینیانیسم
- آفرینش‌گرایی
- آفرینش‌گرایی روز-دوره
- آفرینش‌گرایی زمین جوان
- آفرینش‌گرایی زمین کهن
- آفرینش‌گرایی شکاف
- آفرینش‌گرایی تدریجی
- آکوسمیسم
- آنارشیسم
- آنارکو-کاپیتالیسم
- آنارکو-سندیکالیسم
- آیین مانوی
- آیین مزدایی

## ا
- ابدیت‌گرایی

- ابزارگرایی
- ابسوردیسم
- ابطال‌پذیری
- اپیکوریسم
- اتم‌گرایی
- اتم‌گرایی اجتماعی
- اتمیسم منطقی
- اثبات‌گرایی
- اثبات‌گرایی حقوقی
- اثبات‌گرایی منطقی
- اجتماع‌گرایی
- احتمال‌گرایی
- احساس‌گرایی
- اخلاق
- اخلاق موقعیتی
- اخلاق وظیفه‌گرا
- اراده‌گرایی
- ارسطوگری
- جاندارگرایی
- اسپیریتوالیسم
- استقراگرایی
- اسکوتیسم
- انتساب‌گرایی
- اسلام‌گرایی
- اصالت ادراک
- اصالت روان‌شناسی
- اصالت قرارداد
- اصالت هستی‌شناسی
- اعتمادگرایی
- اقتدارگرایی
- اکسپرسیونیسم
- اکسپرسیویسم
- اکسپرینتیالیسم
- اکستروپیانیسم
- اگزیستانسیالیسم
- اگزیستانسیالیسم مسیحی
- اگوییسم
- امر مطلق
- امفالوس
- انجمن‌گرایی
- انسان‌انگاری
- انسان‌دوستی
- انسان‌گرایی
- انسان‌گرایی دینی
- انسان‌گرایی سکولار
- انسان‌گرایی مسیحی
- انسان‌محوری
- انسجام
- انفصال‌گرایی
- ایثار
- ایدئالیسم
- ایدئالیسم آلمانی
- ایدئالیسم استعلایی
- ایدئالیسم عینی
- ایمان‌گرایی
- اینداکتیویسم

## ب
- بازسازی‌گرایی
- بدبینی فلسفی
- بدوی‌گرایی آنارشیستی
- بر قانونی
- برون‌گرایی
- برون‌گرایی (فلسفه ذهن)
- بودیسم
- بومی‌پسندی
- بهبودباوری
- بی‌خدایی مثبت و منفی
- بی‌خدایی ندانم‌گرا
- بی‌نهایت‌گرایی

## پ
- پادشاهی مطلقه
- پادواقع‌گرایی
- پایان‌شناسی
- پدیده‌گرایی
- پساانسان‌گرایی
- پساساختارگرایی
- پست‌مدرنیسم
- پلاجیانیسم
- پلی‌لوجیسم
- پیامدگرایی

## ت
- تاریخ‌گرایی
- تایکیسم
- تائوئیسم
- تجربه‌گرایی
- تجویزگرایی عام
- ترابشریت
- تراخداباوری
- تحقیق‌پذیری
- تصادف‌گرایی
- تفسیرگرایی
- فروکاست‌گرایی حریصانه
- تعالی‌گرایی
- تعین‌گرایی
- تک‌پرستی
- تکثرگرایی
- تک‌خداگزینی
- تک‌گرایی
- تلفیق‌گرایی
- تمامیت‌خواهی
- توزیع‌گرایی
- تولدستیزی
- تومیسم
- تیغ اوکام

## ج
- جاندارانگاری
- جبر تاریخی
- جبرگرایی زیستی
- جزم‌اندیشی
- جنبش ضدسالمندی
- جمع‌گرایی
- جهانی‌گرایی اخلاقی
- جین

## چ
- چندخداپرستی

## ح
- حرکت جوهری
- حقیقت
- حیات‌گرایی

## خ
- جزئی‌گرایی معرفت‌شناختی
- خداباوری
- خداباوری آشکار
- خداباوری فلسفی
- خداباوری کلاسیک
- خداباوری ندانم‌گرا
- خدافراگیردانی
- خداناباوری
- خداناشناس‌دانی
- خردگرایی
- خردگرایی انتقادی
- خردگریزی‌گرایی
- خودآگاهی
- خودپرستی روان‌شناختی
- خودتنهاانگاری
- خودکاری
- خودگرایی اخلاقی
- خوش‌بینی
- خوش‌روانی

## د
- دادارباوری
- داروینیسم
- داروینیسم اجتماعی
- دکارت‌گرایی
- دوگانه‌گرایی ذهن و بدن
- دولت‌گرایی
- دیالتئیسم
- دیکتاتوری منور
- دینامیسم
- دین انسانیت

## ذ
- ذات‌باوری
- ذن
- ذهنیت‌گرایی

## ر
- رابطه‌گرایی
- رفتارگرایی (فلسفه)
- رفتارگرایی (روان‌شناسی)
- رفتارگرایی پایان‌شناختی
- رفتارگرایی رادیکال
- رفتارگرایی روان‌شناختی
- رفتارگرایی منطقی
- رمانتیسم
- رواقی‌گری
- روح جهانی
- روشن‌فکری
- رئالیسم انتقادی
- ریاضت‌طلبی

## ز
- زمینه‌گرایی
- زنده‌انگاری مواد
- زیبایی‌پرستی

## س
- ساختارگرایی
- سازگارگرایی
- سرنوشت‌باوری
- سکولاریسم
- سن‌گرایی
- سورن کی‌یرکگور
- سوسیالیسم
- سوفسطایی‌گری
- سیک

## ش
- شبه‌رئالیسم
- شغل‌گرایی
- شکست‌طلبی
- شک‌گرایی فلسفی
- شناخت‌شناسی ساخت‌گرا
- شهودگرایی ریاضی

## ص
- صلح‌جویی
- صورت‌گرایی

## ض
- ضد اثبات‌گرایی
- ضد اثبات‌گرایی

## ط
- طبیعت‌گرایی
- طبیعت‌گرایی حقوقی
- طبیعت‌گرایی متافیزیکی

## ع
- عاطفه‌گرایی
- عدم تعین
- عرفان
- عشق به سرنوشت
- خردگرایی انتقادی فراگیر
- علم‌گرایی
- عمل‌گرایی
- عملیاتی‌سازی
- عینیت‌گرایی

## غ
- غیرخداباوری
- غیر-شناخت‌گرایی
- غیرواقع‌گرایی

## ف
- فاشیسم
- فایده‌گرایی
- فراواقع‌گرایی
- فردگرایی
- فرگشت خداباوری
- فرضیه ساپیر-وورف
- فروکاست‌گرایی
- فریب‌گرایی
- فلسفه
- فلسفه افلاطونی
- فلسفه مدرسی
- فمینیسم
- فیزیکالیسم
- فیض و صدور

## ق
- قانون‌گرایی
- قوم‌مداری

## ک
- کاپیتالیسم
- کارکردگرایی
- کاگنیتیویسم
- کانت‌گرایی
- کثرت‌گرایی ارزشی
- کلاسیسیسم
- کل‌نگری
- کمال‌گرایی
- کمونیسم
- کنش متقابل‌گرایی
- کنفسیوس‌گرایی
- کنفوسیوسیسم جدید
- کولبرتیسم
- کیفیت ذهنی

## گ
- گنوسیسم
- گونه‌پرستی

## ل
- ضرورت‌گرایی
- لیبرالیسم
- لیبرترینیسم

## م
- ماتریالیسم فرانسوی
- ماده‌باوری
- ماده‌باوری تاریخی
- ماده‌باوری حذف‌گرا
- ماده‌باوری دیالکتیکی
- ماده‌باوری ظهورگرا
- مارکسیسم
- مبناگرایی
- متافیزیک
- محافظه‌کاری پدیداری
- محیط زیست‌گرایی
- مزدیسنا
- مساوات‌خواهی
- مسیحیت
- مصرف‌گرایی
- مطلق‌گرایی اخلاقی
- مقارنه‌گرایی
- معرفت‌شناسی
- مفهوم‌گرایی
- مکانیک‌گرایی
- مکتب التقاطی
- مکتب پیرهونی
- مکتب فیثاغوری
- مکتب کلبیون
- منطق‌گرایی
- منظرگرایی
- موهیسم
- مولینیسم

## ن
- ناشناخت‌گرایی الهیاتی
- نام‌گرایی
- ندانم‌گرایی
- نسبی‌گرایی
- نسبی‌گرایی اخلاقی
- نسبی‌گرایی فرهنگی
- نظریه اشکال
- نظریه این‌همانی ذهن
- نظریه فطرت
- نظریه وصفی نام‌ها
- نماد
- نوافلاطونی
- نوبت‌یزدانی
- نوگرایی
- نئوکنفوسیونیسم
- نئومارکسیسم

## و
- واسازی
- واقع‌گرایی اخلاقی
- واقع‌گرایی خام
- واقع‌گرایی فلسفی
- واقع‌گرایی مستقیم و غیرمستقیم
- واقع‌گرایی وجهی
- وراثت‌گرایی

## ه
- همایندگرایی

نظریه‌ای است که می‌گوید پدیده‌های ذهنی (احساسات و ترس باورها و …) در فرد صرفاً نتیجه و اثر بعدی یا ثانوی (پی‌پدیدار) فرایندهای مادی در مغز و نظام عصبی است یا هر دوی آنها نتیجهٔ یک عامل مشترک هستند؛ یعنی مثلاً وقتی ضربان قلب تند می‌زند و حس ترس می‌آید برای مثال ممکن است ناشی از ترشحات بایوشیمیایی مغز و سیستم عصبی (مثلا آدرنالین) باشد و نه تجربهٔ ترس.
- همه‌جان‌انگاری

دیدگاهی فلسفی است که بر مبنای آن ذهن یا هر چیز ذهن‌وار، ویژگی بنیادین همه‌چیز در جهان است و ویژگیِ اساسی‌ای است که همهٔ ویژگی‌های دیگر از آن مشتق می‌شوند. یک همه‌جان‌انگار فرضش از خود، ذهنی است در جهانی از اذهان.
- همه‌خدایی

این دیدگاه که همه چیز از یک خدای فراگیر و درون ماندگار نشأت می‌گیرد؛ یا این‌که جهان یا طبیعت و خدا معادل هستند. تعاریف دقیق‌تر بر این ایده تأکید می‌کنند که قانون طبیعی، وجود و یا جهان (مجموعه هر آنچه بود، هست، یا خواهد بود) در اصل الهیاتی «خدا» بازنمایی یا شخصیت‌پردازی می‌شود. وجود یک امر متعالی و برترِ خارج از طبیعت انکار می‌شود. بسته به این‌که چگونه این موضوع درک شود، چنین دیدگاهی ممکن است معادل الحاد، دئیسم یا خداباوری ارائه شود
- همه‌دادارباوری

نوعی دادارباوری که باور دادارباور به خدایی با اراده عقلانی و غیرمداخله‌گر را با ایده پانتئیسم مبنی بر یکسان بودن خدا با جهان، با این ایده از دئیسم که خدا با بررسی عقلانی آشکار می‌شود و در جهان دخالت نمی‌کند، ترکیب می‌کند. دادارباوری را با همه‌خدایی ترکیب می‌کند تا خدایی دئیست را پیشنهاد دهد که به جهانی پانتئیست تبدیل می‌شود؛ این ایده توسط موریتز لازاروس و هایمان اشتاینتال در مجله روان‌شناسی قومی و زبان‌شناسی (۱۸۵۹) ابداع شده است.
- هدونیسم

دیدگاهی اخلاقی که لذت را برترین خیر می‌داند و باید معیار تصمیم‌گیری در مورد انتخاب مسیر عمل باشد. لذت‌گرایی معمولاً با تعریفی فیزیکی‌تر، خودخواهانه‌تر یا ناپخته‌تر از «لذت» نسبت به آنچه در فایده‌گرایی وجود دارد، مرتبط است. این اصطلاح همچنین ممکن است به این دیدگاه توصیفی اشاره داشته باشد که افراد در درجه اول با جستجوی لذت و اجتناب از درد تهییج می‌شوند.
- هندوئیسم

قدیمی‌ترین دین موجود در جهان.
- هیچ‌انگاری

این دیدگاه فلسفی که جهان، و به‌ویژه وجود انسان، فاقد معنا، هدف، حقیقت قابل درک یا ارزش اساسی است. اغلب اتهامی است که علیه یک ایده خاص مطرح می‌شود تا موضعی که کسی آشکارا به آن پایبند باشد. جنبش‌هایی مانند دادا، ساختارشکنی و پانک توسط ناظران مختلف «نیهیلیست» توصیف شده‌اند.

## ی
- یانسن‌گرایی

شاخه‌ای از تفکر کاتولیک که بر گناه نخستین، تباهی انسان، ضرورت لطف الهی و تقدیر ازلی تأکید داشت. به نام کورنلیوس جانسن نام‌گذاری شده است.
- یکتاپرستی

اعتقاد به یک خدای واحد، جهانی و فراگیر. دین زرتشت و ادیان ابراهیمی توحیدی محسوب می‌شوند.
- یگانه‌گرایی

دیدگاه متافیزیکی و الهیاتی که بر اساس آن تن‌ها یک اصل، جوهر، ذات یا انرژی وجود دارد. مونیسم با دوگانه‌گرایی که معتقد است در نهایت دو اصل از این دست وجود دارد، و با تکثرگرایی که معتقد است اصول بسیاری از این دست وجود دارد، متمایز است.
- یهودیت

دین ابراهیمی توحیدی که از عبرانیان باستان سرچشمه گرفته است.